# Comuna de Wyrzysk
Wyrzysk (polaco: Gmina Wyrzysk) é uma gminy (comuna) na Polónia, na voivodia de Grande Polónia e no condado de Pilski. A sede do condado é a cidade de Wyrzysk.
De acordo com os censos de 2004, a comuna tem 14 155 habitantes, com uma densidade 88,1 hab/km².

## Área
Estende-se por uma área de 160,75 km², incluindo:
- área agricola: 73%
- área florestal: 12%

## Demografia
Dados de 30 de Junho 2004:
|                      | Total   | Total | Mulheres | Mulheres | Homens  | Homens |
| -------------------- | ------- | ----- | -------- | -------- | ------- | ------ |
|                      | pessoas | %     | pessoas  | %        | pessoas | %      |
| População            | 14 155  | 100   | 7264     | 51,3     | 6891    | 48,7   |
| Densidade (pop./km²) | 88,1    | 100   | 45,2     | 45,2     | 42,9    | 42,9   |

De acordo com dados de 2002, o rendimento médio per capita ascendia a 1332,48 zł.

## Subdivisões
- Auguścin, Bąkowo, Dąbki, Dobrzyniewo, Falmierowo, Glesno, Gromadno, Karolewo-Wiernowo, Konstantynowo, Kosztowo, Kościerzyn Wielki, Młotkówko, Osiek nad Notecią, Polanowo, Ruda, Rzęszkowo, Wyrzysk Skarbowy, Żuławka.

## Comunas vizinhas
- Białośliwie, Gołańcz, Kcynia, Łobżenica, Sadki, Szamocin, Wysoka